# San Marino
San Marino, officieel de Republiek San Marino, is een staat gesitueerd op het Apennijns Schiereiland aan de oostelijke kant van de Apennijnen. Het is een enclave omringd door Italië. Het land is iets groter dan 61 km² en heeft een bevolking van ruim 30.000 inwoners. De hoofdstad is San Marino. San Marino heeft de kleinste bevolkingsomvang van alle leden van de Raad van Europa.
San Marino is de oudste nog bestaande constitutionele republiek van de wereld: de voortzetting van de kloostergemeenschap werd op 3 september 301 gesticht door de heilige diaken en steenhouwer Marinus van Arbe. De legende vertelt dat Marinus de toenmalige Romeinse kolonie Arba verliet in 257, toen de toekomstige keizer Diocletianus een decreet uitgaf waarin werd opgeroepen tot de reconstructie van de stadsmuren van Rimini, die vernietigd waren door Liburnische piraten.
De grondwet van San Marino, vastgelegd in 1600, is 's werelds oudste nog steeds van kracht zijnde grondwet. De nationale economie steunt vooral op financiën, industrie, diensten en toerisme. Het is een van de rijkste landen van de wereld in termen van het bbp (per hoofd van de bevolking), met een bedrag vergelijkbaar met dat van een aantal van de meer ontwikkelde Italiaanse regio's, zoals Lombardije en Zuid-Tirol. San Marino wordt beschouwd als een zeer stabiele economie met een van de laagste werkloosheidsgetallen van Europa, geen nationale staatsschuld en een overschot op de begroting.

## Geschiedenis
San Marino zou in het jaar 301 gesticht zijn door de heilige Marinus, een monnik en steenhouwer die probeerde te ontkomen aan de christenvervolgingen van keizer Diocletianus en daarmee de oudste nog bestaande republiek ter wereld zijn. De metgezel van Marinus stichtte in datzelfde jaar het naburige San Leo.
Het piepkleine landje werd door het Frankrijk van Napoleon in 1797 erkend en op het Congres van Wenen in 1815 door de andere Europese staten.
Hoewel het een soevereine staat is, is het sterk afhankelijk van Italië. Sinds de Italiaanse eenwording in de 19e eeuw (Risorgimento) wordt het grondgebied van San Marino volledig door dat van Italië omringd. Tot ver in de negentiende eeuw genoot San Marino protectie van de Kerkelijke Staat. Na de kerkelijke bescherming werd San Marino onafhankelijker van andere landen en kreeg het binnenlands bestuur, onder leiding van Domenico Fattori (1860-1908), meer macht. Wel moest men veel rekening houden met het Koninkrijk Italië, dat San Marino omgrensde.
In 1848 werd in San Marino als eerste land ter wereld de gratis gezondheidszorg ingevoerd. Een jaar later, in 1849, zocht Garibaldi hier zijn heil na zijn vlucht uit Venetië. Als dank hiervoor zorgde Garibaldi er later voor dat San Marino niet opgenomen werd in de Italiaanse eenheidsstaat zoals dat land dat toen wenste. Deze gebeurtenis wordt herdacht met een monument op het Piazza Garibaldi in San Marino Città. In 1897 kwam er, mede dankzij de inzet van Domenico Fattori, een verdrag tot stand tussen San Marino en Italië, dat San Marino al sinds 1862 als onafhankelijk land erkende. Volgens de constitutie van 1925 is San Marino een democratie met een parlementair stelsel. De reeds in 1922 opgerichte Partito Fascista Sammarinese (PFS) kwam in 1930 aan de macht. Zij behield haar positie tot 1944. 
In 1943 werd San Marino door nazi-Duitsland bezet, ofschoon het neutraal was. In 1944 werd het land door de Britten gebombardeerd, maar er werd weinig schade aangericht. In datzelfde jaar werd San Marino ook bevrijd.
Tot 1957 werd San Marino geregeerd door coalities van de Partito Comunista Sammarinese (PCS) en de Partito Socialista Sammarinese (PSS). Sindsdien zijn de christendemocraten van de Partito Democratico Cristiano Sammarinese (PDCS) via coalitieregeringen aan de macht. Eerst met de PSS, en van 1978 tot 1992 met de PCS (soms aangevuld met de PSS) en dissidente socialisten. Sinds 1992 regeerde de PDCS weer samen met de PSS (soms aangevuld door de PdD, Partito dei Democratici, de voormalige communisten). Na een fusie in 2005 van de PSS en de PdD tot PSD (Partito dei Socialisti et dei Democratici) kwam de fusiepartij bij verkiezingen in 2006 zó goed uit de bus, dat ze een centrumlinkse regeringscoalitie kon gaan leiden.

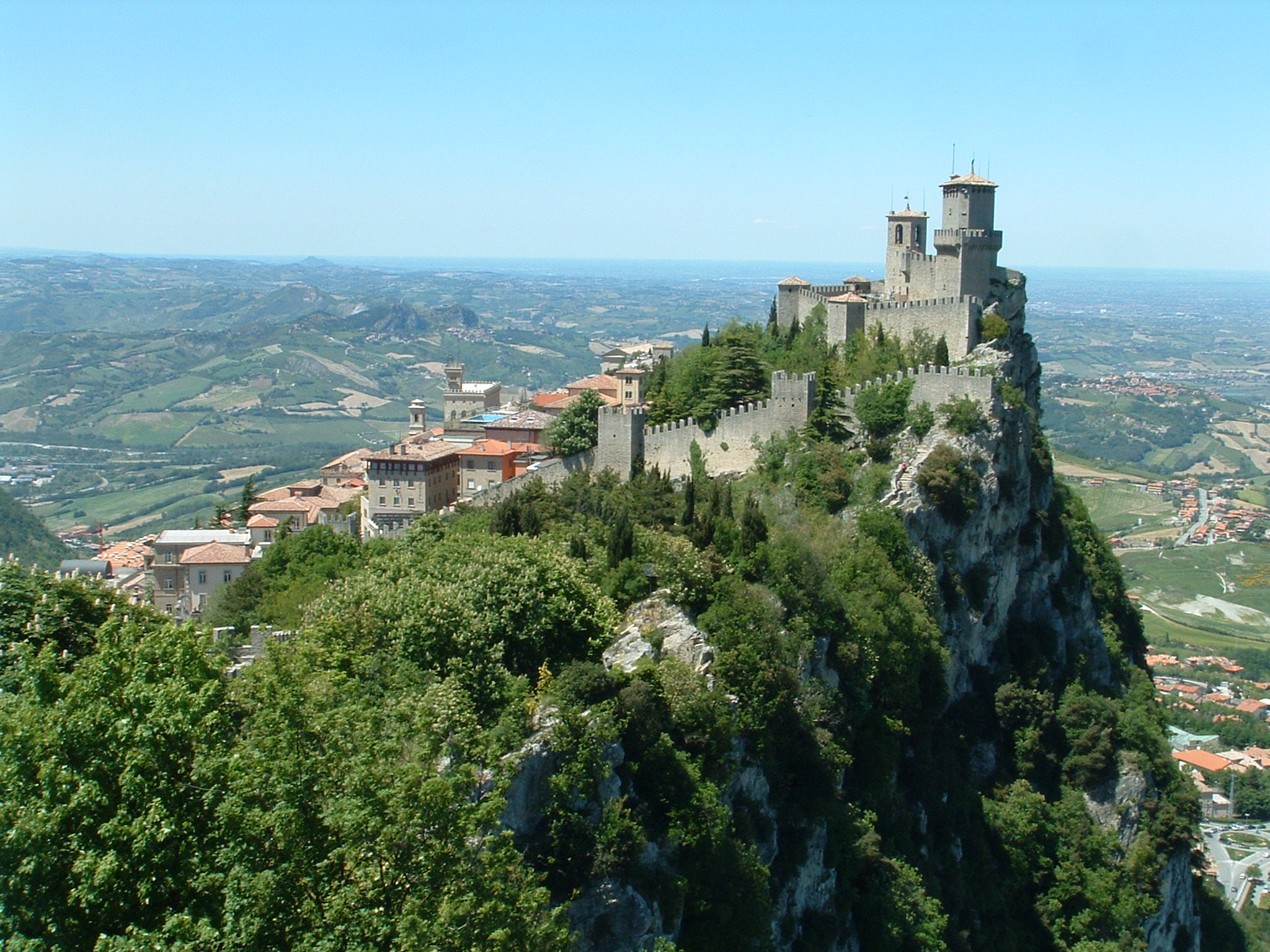
Kerk op de Monte Titano

## Politiek
De Consiglio Grande e Generale, oftewel Opper- en Algemene Raad, wordt elke vijf jaar door het volk gekozen. Dit parlement kiest uit zijn midden twee leden tot kapiteinen-regent voor een periode van zes maanden. De twee regenten en het kabinet vormen de uitvoerende macht van de staat als diarchen.
De Raad kiest ook de Consiglio dei XII (Raad van Twaalf), die de rechterlijke macht vormt gedurende de zittingsperiode van de raad.

### Politieke partijen
- PDCS (christendemocraten)
- PSS (sociaaldemocraten)
- PdD (links-socialistisch)

In 2005 fuseerden de PSS en PdD tot PSD
- APDS (liberaal/republikeins)
- RCS (reform-communisten)

In 2005 fuseerde de RCS met twee linkse splinters tot Sinistra Unita
- ANS (nationaaldemocraten)

In 2008 ging de ANS op in de bredere USDM
- LDL (centrumrechts); binnen de LDL opereert een apart blok onder de naam NPS

## Bestuurlijke indeling

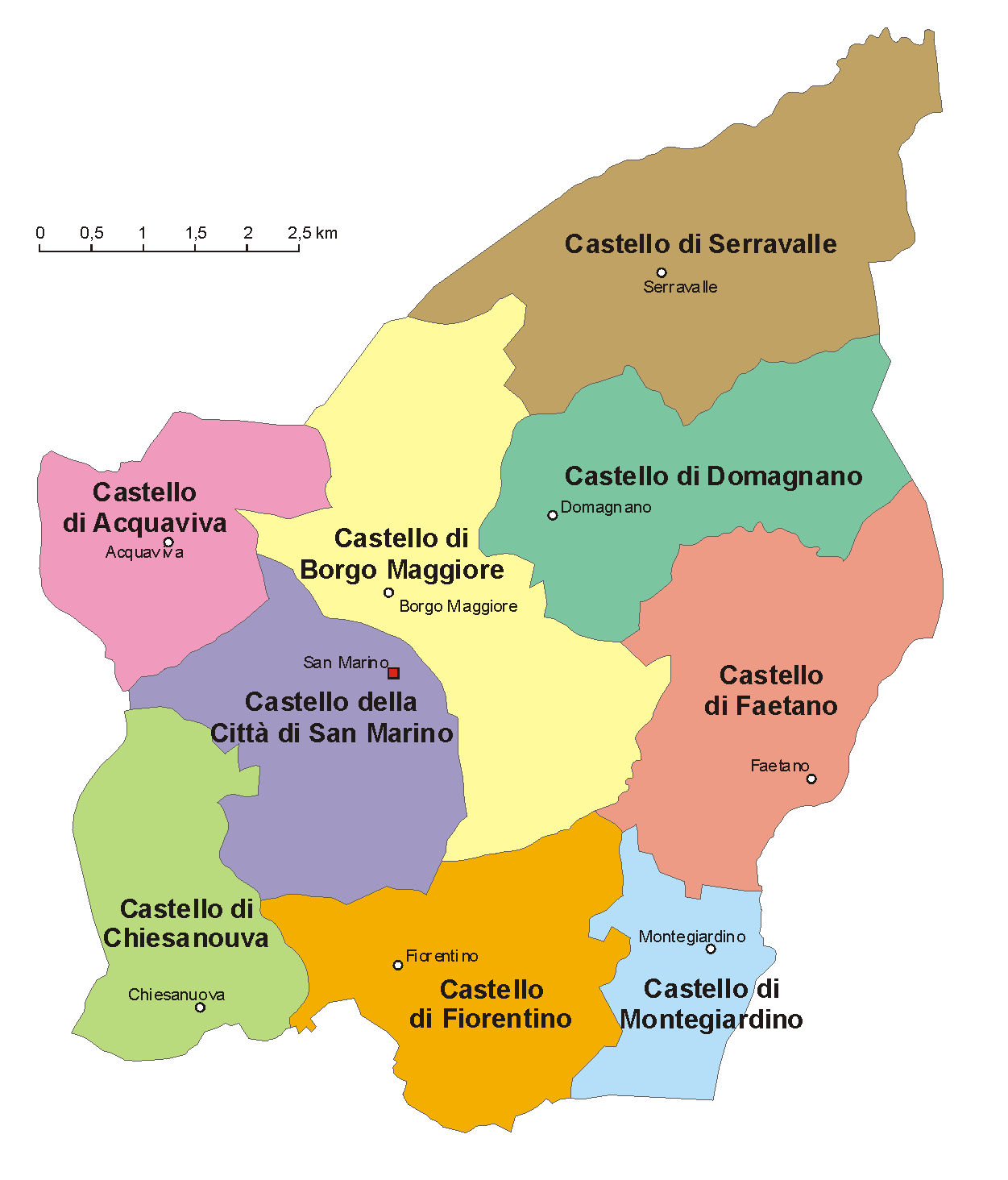
Gemeentelijke indeling van San Marino

San Marino is onderverdeeld in de volgende 9 gemeenten (castelli, enkelvoud castello) (inwoners per maart 2013):
 Acquaviva (2.104 inwoners)
 Borgo Maggiore (6.640 inwoners)
 Chiesanuova (1.090 inwoners)
 Città di San Marino (4.211 inwoners)
 Domagnano (3.265 inwoners)
 Faetano (1.179 inwoners)
 Fiorentino (2.537 inwoners)
 Montegiardino (911 inwoners)
 Serravalle (10.601 inwoners)
Deze gemeenten zijn weer verder onderverdeeld in de volgende 43 nederzettingen (curazie): Cà Berlone, Cà Chiavello, Cà Giannino, Cà Melone, Cà Ragni, Cà Rigo, Cailungo, Caladino, Calligaria, Canepa, Capanne, Casole, Castellaro, Cerbaiola, Cinque Vie, Confine, Corianino, Crociale, Dogana, Falciano, Fiorina, Galavotto, Gualdicciolo, La Serra, Lesignano, Molarini, Montalbo, Monte Pulito, Murata, Pianacci, Piandivello, Poggio Casalino, Poggio Chiesanuova, Ponte Mellini, Rovereta, San Giovanni sotto le Penne, Santa Mustiola, Spaccio Giannoni, Teglio, Torraccia, Valdragone, Valgiurata, Ventoso en de hoofdstad San Marino. Dogana, dat deel uitmaakt van Serravalle, is de grootste nederzetting van San Marino.

## Defensie
De krijgsmacht van Marino is een van de kleinste ter wereld en vervult hoofdzakelijk een ceremoniële rol, met uitzondering van de gendarmerie. De belangrijkste eenheden van de krijgsmacht zijn de gendarmerie, de Guardia Nobile en de Guardia di Rocca.

## Demografie
De inwoners van San Marino zijn etnisch gezien Italianen. Tegenwoordig wonen 83,1% Sanmarinezen en 12% Italianen in San Marino. Daarnaast wonen 13.300 staatsburgers in het buitenland, voornamelijk in Italië, de Verenigde Staten en Argentinië. De bevolkingsdichtheid is 533 inwoners per km². Tussen 2000 en 2005 lag het geboortegetal op 10,6 per duizend en het sterftegetal op 6,9 per duizend inwoners, waarmee het inwonertal nog steeds stijgende is. De levensverwachting was in 2018 bij geboorte 80,8 jaar voor mannen en 86,2 voor vrouwen. De gemiddelde levensverwachting is 81,5 jaar. Volgens getallen van de WHO is de levensverwachting voor mannen de hoogste in de wereld.
In San Marino is Italiaans de officiële taal. Romagnools is daarnaast een veel gesproken taal.
| Jaar | Inwoners |      | Jaar   | Inwoners |
| 1828 | 7.000    | 1978 | 21.000 |          |
| 1948 | 12.000   | 1986 | 22.000 |          |
| 1960 | 15.000   | 1992 | 25.000 |          |
| 1970 | 18.000   | 2012 | 32.000 |          |

## Religie
De Rooms-Katholieke Kerk is niet de staatskerk van San Marino maar een ruime meerderheid van 95% van de bevolking behoort tot deze kerk.

## Geografie

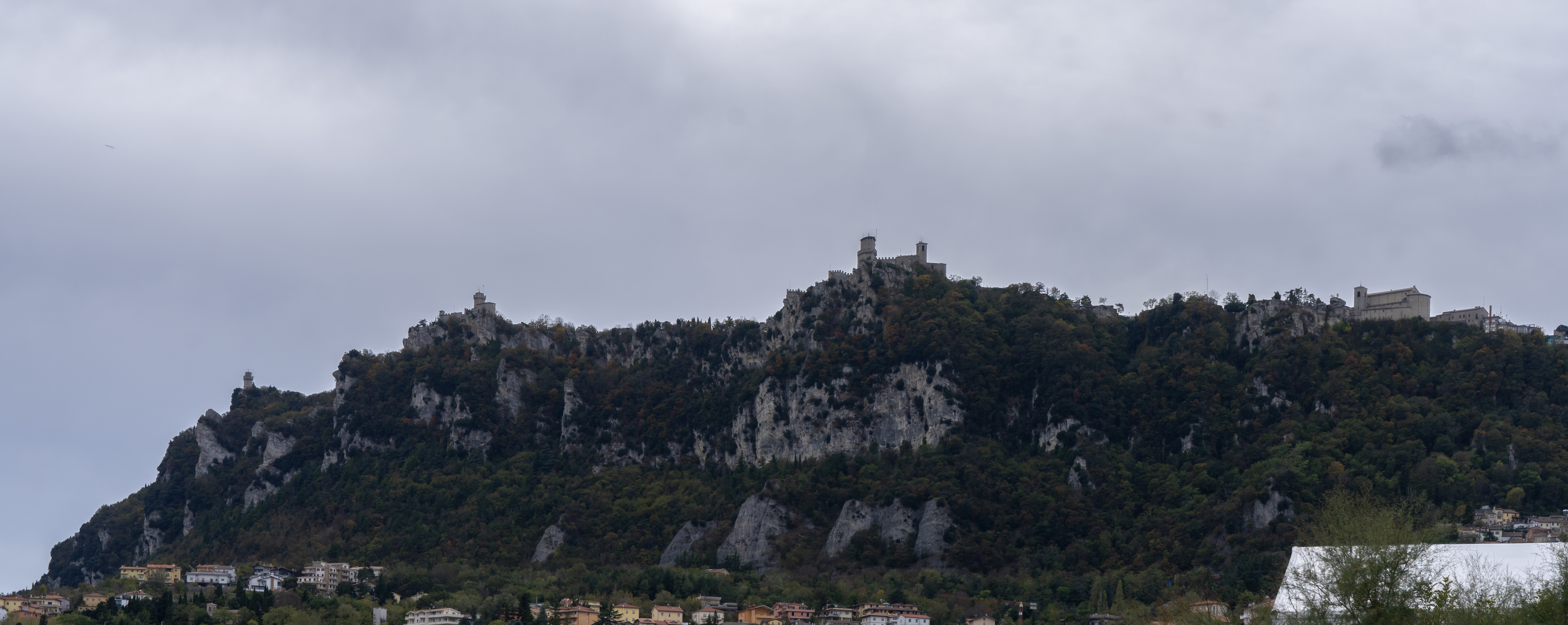
Monte Titano

San Marino wordt gedomineerd door de Apennijnen en heeft een ruig landschap. Het hoogste punt van het land, Monte Titano, ligt op 749 m boven de zeespiegel. Er zijn geen grote wateroppervlakten.
Het klimaat is vochtig subtropisch, met warme zomers en zachte winters.

## Economie
Hoewel officieel geen euroland heeft San Marino toestemming om de euro als nationale munteenheid te voeren op grond van afspraken met de Europese Unie. Voor de invoering van de euro was de San Marinese lire gekoppeld aan de Italiaanse lire. De eigen euromunten, die zeer schaars zijn, zijn net als de vroegere San Marinese lires, gewild onder muntenverzamelaars.
De toeristische sector vertegenwoordigt 22% van San Marino's bnp. Ongeveer 2 miljoen toeristen bezochten het land in 2009.
De voornaamste landbouwproducten zijn wijn en kaas. Verder zijn bankwezen, kledinghandel, elektronica en keramiek belangrijk.
De San Marinese postzegels, die alleen binnen het land zelf geldig zijn, worden vooral verkocht aan filatelisten en vormen daarmee een andere bron van inkomsten. De productie per hoofd van de bevolking en de levensstandaard zijn vergelijkbaar met die in Italië, uit welk land het leeuwendeel van het voedsel wordt geïmporteerd.

## Sport
San Marino neemt sinds 1960 meestal deel aan de Olympische Spelen. Op 29 juli 2021 won Alessandra Perilli de eerste medaille ooit voor San Marino. Ze won brons bij het kleiduifschieten. Hierdoor is San Marino het kleinste land ter wereld naar inwoneraantal met een olympische medaille.
San Marino heeft een nationaal voetbalelftal dat deelneemt aan kwalificatiewedstrijden voor het EK en WK voetbal. De thuiswedstrijden worden gespeeld in het Olympisch Stadion in Serravalle.
De wielerkoers Ronde van Italië heeft dertien keer San Marino als aankomstplaats van een etappe gehad. Zowel Nederland (Jan Nolten in 1956) als België (Eddy Merckx in 1969) hebben één ritwinnaar in San Marino. De laatste keer dat San Marino etappeplaats was, was in 2019. In 2024 passeerde de eerste etappe van de Ronde van Frankrijk San Marino. De bergprijs in San Marino werd gewonnen door de Nederlander Frank van den Broek.
Motorcoureur Manuel Poggiali en voetballer Massimo Bonini zijn de beroemdste sporters uit San Marino.

## Bekende personen uit San Marino
- Federico Consolo, componist van het volkslied
- Domenico Fattori, 19e- en begin-20e-eeuws politicus en langstzittende minister van Buitenlandse Zaken ter wereld
- Davide Gualtieri, voetballer en maker tweede snelste goal ooit in het kader van het wereldkampioenschap
- Francesco Maria Marini di Pesaro, 17e-eeuws componist
- Marinus van Rimini, heilige en stichter van de staat
- Manuel Poggiali, wereldkampioen wegrace 125cc in 2001 (Gilera) en 250cc in 2003 (Aprilia)
- Alex de Angelis, motorcoureur, viervoudig Grand Prix-winnaar
- Massimo Bonini, voetballer; de enige San Marinese voetballer die een Europa Cup I heeft gewonnen (met Juventus FC)
- Valentina Monetta, zangeres die vier keer meedeed namens San Marino aan het Eurovisiesongfestival.